# Медаль Фарадея з електрохімії
Меда́ль Фараде́я з електрохі́мії (англ. Faraday Medal of electrochemistry) — наукова нагорода, яку присуджує з 1977 року британське Королівське хімічне товариство за видатні роботи в галузі електрохімії, виконані за межами Великої Британії.

## Список лауреатів
- 1977: Веніамін Левич
- 1981: Джон Бокріс[en] (Техаський університет А&М[en], США)
- 1983: Жан-Мішель Савеан[en] (Університет Париж VII, Франція)
- 1985: Мішель Арман[en][1] (CIC energiGUNE, Іспанія)
- 1987: Гайнц Ґерішер[en] (Інститут імені Фріца Габера, Німеччина)
- 1991: David A. J. Rand (CSIRO[en] Division of Mineral Chemistry, Порт Мельбурн, Австралія)[2]
- 1994: Stanley Bruckenstein (Університет штату Нью-Йорк в Буффало)[3]
- 1995: Michael J. Weaver (Університет Пердью, США)
- 1996: Адам Геллер[en] (Техаський університет, США)
- 1998: Вольф Фільштіх[de] (Боннський університет, Німеччина)
- 1999: Philippe Allongue (Національний центр наукових досліджень, Франція)
- 2000: Alan Maxwell Bond (Університет Монаша[4], Австралія)
- 2001: Міхаель Гретцель (Федеральна політехнічна школа Лозанни, Швейцарія)
- 2002: Henry S. White (Університет Юти[5], США)
- 2003: Дітер Мікаель Кольб[de] (Ульмський університет[de], Німеччина)
- 2004: Daniel A. Scherson (Західний резервний університет Кейса, США)
- 2005: Robert Mark Wightman (Університет північної Кароліни[en], США)
- 2006: Юбер Жиро[fr] (Федеральна політехнічна школа Лозанни, Швейцарія)
- 2007: Крістіан Аматоре[fr] (Національний центр наукових досліджень, Франція)
- 2008: Натан Льюїс[en] (Каліфорнійський технологічний інститут, США)
- 2009: Reginald M. Penner (Університет Каліфорнії в Ірвайні, США)
- 2011:  Гектор Даніель Абруна[en] (Корнелльський університет, США)
- 2012: Zhong-Qun Tian (Сяменьський університет[en], КНР)
- 2013: Ненад Маркович (Nenad Markovic) (Аргонська національна лабораторія, США)
- 2014: Masatoshi Osawa (Хоккайдоський університет, Японія)
- 2015: Richard M. Crooks[en] (Техаський університет, США)[6]
- 2016: Justin Gooding (Університет Нового Південного Уельсу, Австралія)
- 2017: Марк Копер[de] (Лейденський університет)
- 2018: Yang Shao-Horn[en] (Массачусетський технологічний інститут, США)
- 2019: Мартін Вінтер[en] (Вестфальський університет імені Вільгельма , Юліхський дослідницький центр)
- 2020: Shirley Meng[en] (Університет Каліфорнії у Сан-Дієго, США)
- 2021: Петер Штрассер[en] (Берлінський технічний університет, Німеччина)
- 2022: Беатріс Ролдан Куенья[en] (Інститут ім. Фрітца Габера Наукового товариства ім. Макса Планка)